# ウバイドゥッラー (ハミ郡王家)
ウバイドゥッラー（額貝都拉、ウイグル語: عبیدالله, ラテン文字転写: 'Ubayd Allāh, 生年不詳 - 康煕48年（1709年））は、ハミ郡王家の初代君主（在位：1697年 - 1709年）。

## 生涯
メルムトの子。祖先はアラブ人の伝教者とも、モグーリスタン・ハン国の君主であったトゥグルク・ティムールの8世の子孫とされるが、定説はない。高祖父のイザーミーの代からヤルカンド・ハン国に従属するハミのベクの称号を世襲しており、1668年の父の死後にその跡を継いだ。
1679年にハミがガルダン率いるジュンガルの侵攻を受けると、ウバイドゥッラーはジュンガルに降り、ガルダンから信任を受けてハミの統治を任されたとされる。
後にジュンガルが清と交戦するようになると、康煕35年9月（1696年）に清に独峰駱駝1頭、馬2匹、駱駝8頭、小刀1柄を献上してその支配下に入った後、康煕帝よりジャサクの一等ダルハンの称号を与えられ、清の軍事面での要衝となったハミを管轄する国印を賜った。清に破れたガルダンらが逃走すると、その消息を清に知らせて協力した。康煕48年（1709年）に死去。

## 参考資料
- 王希隆『历史文化探研：兰州大学历史文化学院专门史论文集』甘粛民族出版社、2009年。ISBN 978-7542114525。
- 河野敦史「18～19世紀における回部王公とべク制に関する一考察―ハーキム・ベク職への任用を中心に―」『日本中央アジア学会報』第9号、日本中央アジア学会、2013年3月25日、15-44頁。

| スタブアイコン | サブスタブ | この項目は、まだ閲覧者の調べものの参照としては役立たない、人物に関連した書きかけの項目です。この項目を加筆・訂正などしてくださる協力者を求めています（P:人物伝/PJ:人物伝）。 |